# راؤول روزاس جونيور
راؤول جيلبرتو روزاس ريوس جونيور (بالإنجليزية: Raúl Gilberto Rosas Rios Jr.؛ مواليد 8 أكتوبر 2004) هو مُقاتل فنون قتالية مختلطة مكسيكي وأمريكي يُنافس حاليًا في فئة وزن الديك في يو إف سي. ظهر روزاس جونيور في سلسلة منافسات دانا وايت، وفاز بقرار القضاة وحصل على عقد مع يو إف سي وبالتالي أصبح أصغر شخص يُوقّع مع يو إف سي في التاريخ.

## نشأته
هاجر والدا روزاس جونيور في البداية إلى الولايات المتحدة من إيزتابالابا، وهي منطقة في مدينة مكسيكو، المكسيك . واستقروا في مدينة كلوفيس، نيو مكسيكو، حيث ولد راؤول.
عندما كان عمرهم 13 عامًا فقط، انتقلت العائلة إلى سانتا روزا، كاليفورنيا في عام 2017. بدأ المصارعة في المدرسة الثانوية وشارك في بانكريشن، وهي رياضة للهواة تشبه فنون القتال المختلطة. بعد بضع سنوات في سانتا روزا، اتخذ والدا روزاس جونيور قرارًا بأخذ مسيرة أبنائهما في المصارعة إلى مستوى أبعد. كهاوٍ، وفي سن 14 عامًا فقط، شارك في بطولة العالم للاتحاد الدولي لفنون القتال المختلطة في روما، حيث تمكن من الفوز بالميدالية الذهبية.

## فنون القتال المختلطة

### بدايته
حقق روزاس جونيور رصيد بلغ 5–0 في التنافس حصرياً في تيخوانا، المكسيك، في إطار منظمة تحدي المحارب النهائي المكسيك، حيث فاز في جميع المعارك الخمس بالتوقف داخل جولتين.

### سلسلة منافسات دانا وايت
تم حجز روزاس جونيور للتنافس في الأسبوع التاسع من الموسم السادس من سلسلة منافسات دانا وايت في 20 سبتمبر 2022، ضد ماندو جوتيريز. فاز في القتال بقرار القضاة بالإجماع مهيمن وحصل على عقد من دانا وايت، وبالتالي أصبح أصغر مقاتل يوقع عقدًا مع يو إف سي في سن 17 عامًا.

### يو إف سي
بعد حصوله على عقده، ظهر روزاس جونيور لأول مرة في بطولة UFC 282 ضد جاي بيرين في 10 ديسمبر 2022. فاز في القتال عن طريق الإخضاع في الجولة الأولى، وأصبح بذلك أصغر شخص يفوز في نزال في يو إف سي على الإطلاق. وقد أدى هذا الفوز إلى حصوله على مكافأة أداء الليلة.
واجه روزاس جونيور كريستيان رودريغيز في 8 أبريل 2023، في يو إف سي 287. خلال الميزان، وصل وزن رودريغيز إلى 137 رطلاً، أي ما يزيد بمقدار رطل واحد عن الحد الأقصى لوزن الديك غير المخصص للنزال على اللقب. استمر وزن غير محدد وتم تغريمه بنسبة 20% من محفظته والتي ذهبت إلى روزاس جونيور خسر النزال بقرار القضاة بالإجماع.
واجه روزاس جونيور تيرينس ميتشل في 16 سبتمبر 2023، في يو إف سي ليلة القتال 227. فاز في القتال بالضربة القاضية الفنية في الدقيقة الأولى. وقد أدى هذا الفوز إلى حصوله على مكافأة أداء الليلة.
كان من المقرر أن يواجه روزاس جونيور ريكي تورسيوس في 24 فبراير 2024، في يو إف سي ليلة القتال 237. ومع ذلك، اضطر روزاس جونيور إلى الانسحاب قبل وقت قصير من الموعد المتوقع لبدء المباراة بسبب المرض. ونتيجة لذلك، تم تأجيل المباراة في البداية لمدة أسبوع واحد إلى يو إف سي ليلة القتال 238 في 2 مارس 2024. وبدوره، تم إلغاء المباراة في النهاية لأسباب غير معروفة. سيتم بعد ذلك إعادة جدولة القتال إلى يو إف سي على إي إس بي إن 57 في 8 يونيو 2024. فاز بالقتال عن طريق الخنق الخلفي العاري في الجولة الثانية. وقد أدى هذا الفوز إلى حصوله على مكافأة أداء الليلة.
واجه روزاس جونيور أوري كيلينج في 14 سبتمبر 2024 في يو إف سي 306. فاز في القتال بقرار القضاة بالإجماع.
واجه روزاس جونيور فينس موراليس في 29 مارس 2025 في حدث يو إف سي على إي إس بي إن 64. فاز بالنزال بقرار القضاة بالإجماع.

## البطولات والإنجازات

### فنون القتال المختلطة
- يو إف سي
  - أداء الليلة (ثلاث مرات) ضد جاي بيرين، تيرينس ميتشل وريكي تورسيوس[9][15][21]
  - أصغر مقاتل يفوز في نزال في يو إف سي (18 عامًا وشهرين)[26]
  - جوائز يو إف سي.كوم
    - 2022: المركز التاسع كأفضل وافد جديد لهذا العام[27]

## سجل فنون القتال المختلطة
| السجل المهني |        |         |
| 12 نزال      | 11 فوز | 1 خسارة |
| ضربة قاضية   | 2      | 0       |
| إخضاع        | 6      | 0       |
| قرار القضاة  | 3      | 1       |

| النتيجة | السجل | الخصم                    | الطريقة                    | الحدث                                        | التاريخ        | الجولة | الوقت | المكان                              | الملاحظات                                                     |
| ------- | ----- | ------------------------ | -------------------------- | -------------------------------------------- | -------------- | ------ | ----- | ----------------------------------- | ------------------------------------------------------------- |
| فاز     | 11–1  | فينس موراليس             | قرار القضاة (بالإجماع)     | يو إف سي على إي إس بي إن: مورينو ضد إرسيغ    | 29 مارس 2025   | 3      | 5:00  | مدينة مكسيكو، المكسيك               |                                                               |
| فاز     | 10–1  | آوري كيلنغ               | قرار القضاة (بالإجماع)     | يو إف سي 306                                 | 14 سبتمبر 2024 | 3      | 5:00  | لاس فيغاس، نيفادا، الولايات المتحدة |                                                               |
| فاز     | 9–1   | ريكي تورسيوس             | إخضاع (خنق خلفي عاري)      | يو إف سي على إي إس بي إن: كانونير ضد إيمافوف | 8 يونيو 2024   | 2      | 2:22  | لويفيل، كنتاكي، الولايات المتحدة    | أداء الليلة.                                                  |
| فاز     | 8–1   | تيرينس ميتشل             | ضربة فنية قاضية (باللكمات) | يو إف سي ليلة القتال: جراسو ضد شيفتشينكو 2   | 16 سبتمبر 2023 | 1      | 0:54  | لاس فيغاس، نيفادا، الولايات المتحدة | أداء الليلة.                                                  |
| خسر     | 7–1   | كريستيان رودريغيز        | قرار القضاة (بالإجماع)     | يو إف سي 287                                 | 8 أبريل 2023   | 3      | 5:00  | ميامي، فلوريدا، الولايات المتحدة    | نزال في وزن غير مُحدد (137.5 رطل)؛ أخفق رودريغيز بتحقيق الوزن. |
| فاز     | 7–0   | جاي بيرين                | إخضاع (كرنك الوجه)         | يو إف سي 282                                 | 10 ديسمبر 2022 | 1      | 2:44  | لاس فيغاس، نيفادا، الولايات المتحدة | أداء الليلة.                                                  |
| فاز     | 6–0   | ماندو جوتيريز            | قرار القضاة (بالإجماع)     | سلسلة منافسات دانا وايت 55                   | 20 سبتمبر 2022 | 3      | 5:00  | لاس فيغاس، نيفادا، الولايات المتحدة |                                                               |
| فاز     | 5–0   | أندريس بورتوكاريرو       | ضربة فنية قاضية (باللكمات) | يو دبليو سي المكسيك 35                       | 24 يونيو 2022  | 1      | 2:11  | تيخوانا، المكسيك                    |                                                               |
| فاز     | 4–0   | خوسيه غوادالوبي بينالوزا | إخضاع (خنق خلفي عاري)      | يو دبليو سي المكسيك 34                       | 27 مايو 2022   | 2      | 2:25  | تيخوانا، المكسيك                    | أول ظهور في وزن الديك.                                        |
| فاز     | 3–0   | فرانسيسكو فيلانويفا      | إخضاع (الضغط على الذراع)   | يو دبليو سي المكسيك 33                       | 29 أبريل 2022  | 1      | 2:07  | تيخوانا، المكسيك                    |                                                               |
| فاز     | 2–0   | جويل بينيا               | إخضاع (الضغط على الذراع)   | يو دبليو سي المكسيك 32                       | 25 مارس 2022   | 1      | 0:54  | تيخوانا، المكسيك                    |                                                               |
| فاز     | 1–0   | إدواردو فيلاسكيز         | إخضاع (خنق خلفي عاري)      | يو دبليو سي المكسيك 30                       | 26 نوفمبر 2021 | 1      | 1:01  | تيخوانا، المكسيك                    | أول ظهور في وزن الريشة.                                       |

## وصلات خارجية
- راؤول روزاس جونيور على موقع يو إف سي (الإنجليزية)
- راؤول روزاس جونيور على موقع شيردوغ (الإنجليزية)
- راؤول روزاس جونيور على موقع Tapology.com (الإنجليزية)